# 斎条古墳群

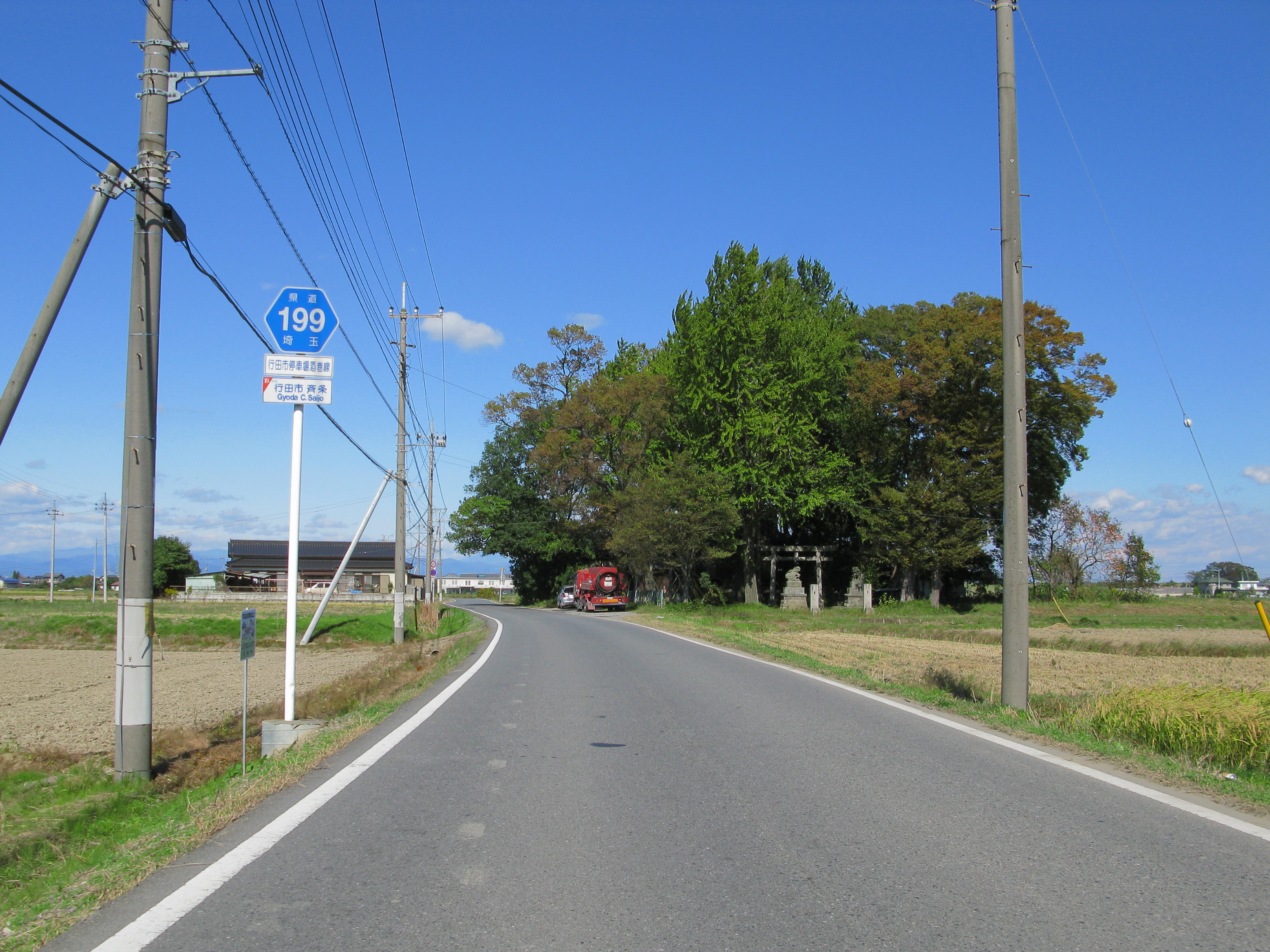
剣神社古墳がある剣神社遠景

斎条古墳群（さいじょうこふんぐん）は、埼玉県行田市斎条にある古墳群である。
利根川の堤防を北方約1キロにのぞむ標高20メートルの微高地に築造された。中心となる古墳は、剣神社の鎮座する直径40メートル、高さ3メートルの剣神社古墳と呼ばれる埴輪を持つ古墳で、斎条1号墳とも呼ばれている。この古墳の周辺には8基の古墳跡が確認されている。昭和36年（1961年）水田下から埴輪が発見されたのを契機に斎条5号墳の発掘調査が行われた。

## 斎条5号墳
直径19メートル、高さ1.8メートル、周溝幅1.3メートルの円墳。水田下1.5メートルに埋没し、墳丘の大部分は削平されている。朝顔形円筒埴輪2本と二条突帯の円筒埴輪41本で構成された埴輪列が検出された。主体部は見つかっていない。埴輪の特徴から6世紀中頃から後半の築造と推定される。
斎条古墳群の存在する行田市斎条は、加須低地に位置している。この加須低地は関東造盆地運動により、利根川からの河川堆積物を受けて徐々に沈降しているため、古墳群の墳丘自体も沈降している。同じく沈降している古墳に、同市酒巻地区の酒巻古墳群がある。